# Мовсес Арцкеци
Мовсес Арцкеци (арм. Մովսես Արծկեցի) — армянский книжник, писатель и историк второй половины XV века. 

## Биография
О жизни и деятельности известно очень мало. Был сыном священника Даниела и его жены Хайхатун. Впервые упоминается в 1460 году, в памятной записи своего отца Даниела, в которой тот называет Мовсеса писарем. Работал в основном в городе Арцке (ныне Адылчеваз, в Турции), но также в Диарбекире, занимался переписыванием рукописей. Из его сохранившихся рукописей первая датируется 1472 годом, последняя — 1493-м. Переписанные рукописи обогащал стихотворными произведениями и памятными записями, которые содержат важные исторические сведения об Армении и соседних стран, о постоянных войнах между Ак-Коюнлу, Кара-Коюнлу и Сефевидами. Среди этих произведений особенно важны «Хроника» и «Мученичество Мирака Тавризеци».

## «Хроника» Мовсеса Арцкеци
Написан в стихах, восьмислоговыми строчками, в стиле исторической поэмы «Воспоминания о бедствиях» Григора Хлатеци. Состоит из 40 четверостиший. С художественной точки зрения особой ценности не представляет. Описаны события 1467—1473 годов, в первую очередь о войнах Джаханшаха, а затем и его сына Гасана Али против Узун-Гасана. Сведения Мовсеса довольно содержательны и достоверны.

Содержащая хронику авторская рукопись хранилась в монастыре Амрдолу, откуда была переписана Г. Пиргалемяном в 1881 году, но ныне она потеряна.

## «Мученичество Мирака Тавризеци»
Мирак из Тебриза был богатым армянским купцом и дипломатом во дворе правителя Ак-Коюнлу Узун-Гасана. Занимался торговлей драгоценных камней. При Узун-Гасане стал влиятельным дипломатом, возглавлял отправленное в 1469 году в Венецию, а затем и в Рим и Неаполь, делегацию послов, с предложением создать военный союз против Османской империи. Был убит в 1486 году в Тебризе. Его убийство оставило сильное впечатление на современников, наиболее детально о нём написал венецианский дипломат Иосафат Барбаро. В армянской литературе Мирак упоминается во многочисленных рукописях конца XV века, ему же были посвящены несколько плачей и два мученичества. Оба написаны современниками, первое — Григором Арджишеци, второе — Мовсесом Арцкеци. В этих мученичествах отразилось внутреннее положение государства Ак-Коюнлу и социальное положение его христианского населения.

## Комментарии
1. ↑  Гевонд Пиргалемян (арм. Ղևոնդ Փիրղալեմյան; 1830, Ван — 1891, Иерусалим) — армянский поэт, публицист, филолог, исследователь древней литературы.